# Мальцевська сільська рада
Ма́льцевська сільська рада (рос. Мальцевский сельский совет) — сільське поселення у складі Шадрінського району Курганської області Росії.
Адміністративний центр — село Мальцево.
Населення сільського поселення становить 912 осіб (2017; 907 у 2010, 975 у 2002).

## Склад
До складу сільського поселення входять:
| Населений пункт    | Населення, осіб (2002) | Населення, осіб (2010) |
| ------------------ | ---------------------- | ---------------------- |
| Дрянново, присілок | 257                    | 207                    |
| Мальцево, село     | 718                    | 700                    |